# Barbara Olson
Barbara Kay Olson (nascida em 27 de dezembro de 1955 - 11 de setembro de 2001) foi uma advogada estadunidense e comentarista de televisão de linha conservadora que trabalhou para a CNN, Fox News Channel e vários outros canais. Ela era uma passageira do voo 77 da American Airlines a caminho de uma gravação do programa de televisão "Politically Incorrect", de Bill Maher, quando o avião foi lançado contra o pentágono nos ataques de 11 de setembro.

## Infância
Olson nasceu como Barbara Kay Bracher em Houston, Texas, em 27 de dezembro de 1955. Sua irmã mais velha, Toni Bracher-Lawrence, foi membro do conselho municipal de Houston de 2004 a 2010. Ela se formou na Waltrip High School.

## Vida pessoal
Ela se casou com Theodore Olson em 1996, tornando-se sua terceira esposa. Olson fazia críticas frequentes ao governo de Bill Clinton e escreveu um livro sobre a então primeira-dama Hillary Clinton, que se chamava Hell to Pay: The Unfolding Story of Hillary Rodham Clinton (1999). O segundo livro de Olson, The Final Days: The Last, Desperate Abuses of Power by the Clinton White House, foi publicado postumamente.

## Morte e legado

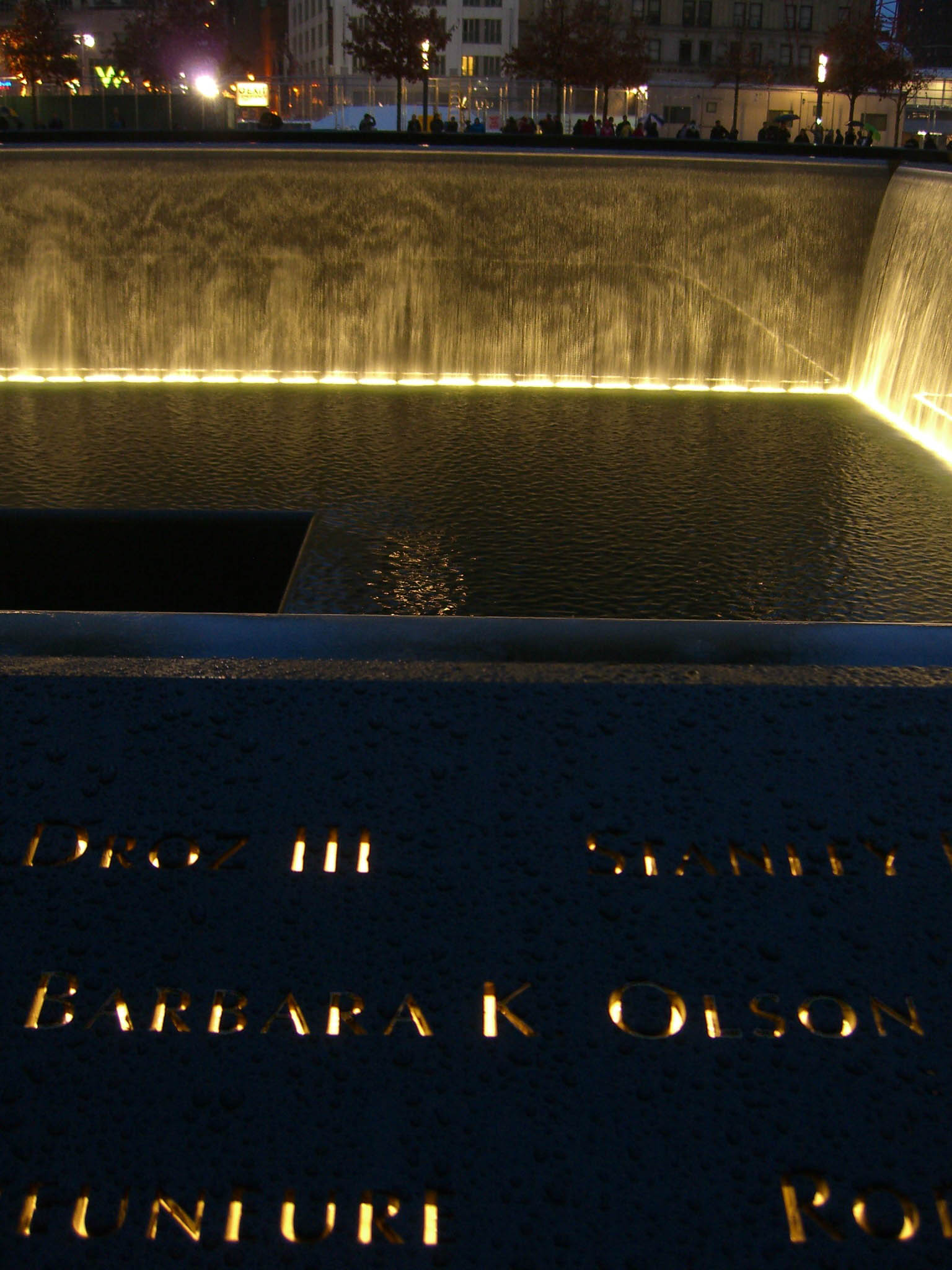
O nome de Barbara Olson no painel S-70 da piscina sul do memorial do 11 de setembro, com outros passageiros do voo 77.

Olson era uma passageira do voo 77 da American Airlines, a caminho da gravação de um programa chamado "Politically Incorrect" em Los Angeles, quando o avião foi lançado contra o pentágono nos ataques de 11 de setembro. Seu plano original era voar para a Califórnia em 10 de setembro, mas esperou até o dia seguinte para poder acordar com o marido no dia do aniversário dele, 11 de setembro. No memorial do 11 de Setembro, o nome de Olson está localizado no painel S-70 da piscina sul, junto com os nomes de outros passageiros do voo 77. Três meses após os ataques, os restos mortais de Olson foram identificados. Ela foi enterrada no recanto da sua família em Wisconsin.

## Na cultura popular
- A atriz canadense Marsha Mason interpretou Barbara Olson na série de TV canadense Mayday temporada 16: episódio 2 (2016) chamada "11/09: o ataque ao pentágono".[13]

## Livros
- Olson, Barbara (novembro de 1999). Hell to Pay: The Unfolding Story of Hillary Rodham Clinton. ISBN 0-89526-274-6.

- Olson, Barbara (outubro de 2001). The Final Days: The Last, Desperate Abuses of Power by the Clinton White House. ISBN 0-89526-167-7.